# Port de Québec
Le port de Québec est le plus vieux port au Canada. Il est le 2e en importance au Québec et le dernier port en eau profonde du Saint-Laurent. Il est spécialisé dans le vrac solide et liquide ; les conteneurs étant plutôt réservés au port de Montréal. En 2012, plus de 33 millions de tonnes de marchandises ont été manutentionnées au port de Québec. Le port de Québec est considéré légalement comme un territoire fédéral.

## Histoire

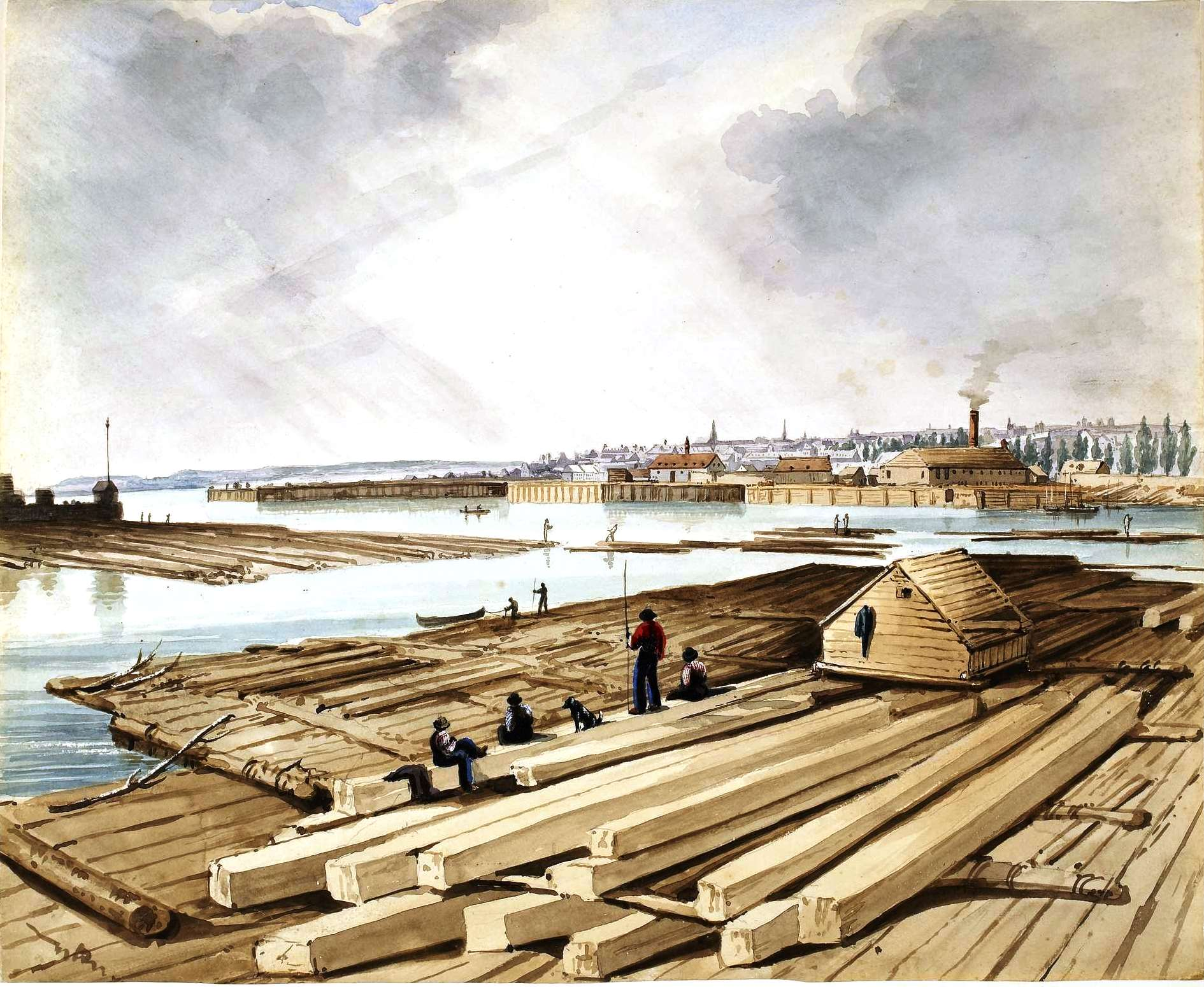
Philip John Bainbridge. Vue de Québec de la rivière St-Charles, v. 1837-1838, aquarelle sur mine de plomb avec gomme arabique sur papier vélin, 41,3 x 50,6 cm. Le port, à l'embouchure de la rivière Saint-Charles, vers 1837. Bois carrés à l'avant

Le bassin de Québec et l'estuaire de la rivière Saint-Charles constituent les premiers emplacements portuaires de l'endroit. Les petites embarcations pouvaient être rangées sur la grève de la rivière Saint-Charles. Jacques Cartier y hiverna en 1535-1536 près du village de Stadaconé. 
Les rives du fleuve Saint-Laurent et les forêts alentour sont alors occupées pars des chasseurs nomades algonquiens et les agriculteurs iroquoiens. Au début du XVIIe siècle, lorsque Samuel de Champlain explore le Saint-Laurent, les Iroquoiens du Saint-Laurent ont disparu et des groupes de chasseurs nomades Algonquiens occupent  la région de Québec. Les Agniers (Mohawks), qui font quelques incursions sur la rive sud du fleuve, font face aux guerriers Algonquiens et Innus qui contrôlent la région de Tadoussac et de Québec jusqu’aux Trois-Rivières. Au milieu du XVIIe siècle, on retrouve également des Hurons-Wendats, des iroquoiens provenant du sud-est de l’Ontario (Huronie), qui viennent s’établir sur l’île d’Orléans puis, à Lorette. 
Les berges du fleuve qui s’étirent à marée haute près de l'actuelle Maison Chevalier formèrent très vite un havre naturel pour les petites embarcations, appelé le Cul-de-Sac, qui devint le premier port de la colonie. Au début du Régime français, la traite des fourrures, impliquant les Amérindiens et les Français installés au Canada, constituait le principal moteur de l'économie de la Nouvelle-France. 
L'intendant Jean Talon tenta d'y développer la construction navale vers 1671, il établit des chantiers navals le long de la rivière Saint-Charles. Plus en aval, le bassin principal, qui mesurait 5 kilomètres dans n'importe quelle direction offrit un ancrage sécuritaire entre l'île d'Orléans et la ville de Québec. Lorsque le fleuve était libéré de ses glaces, plus de 30 navires pouvaient y manœuvrer facilement. Durant les 5 ou 6 mois ou la navigation sur le fleuve était possible une effervescence régnait dans le port. 
L'étendue du bassin et sa relative protection contre les vents en firent un endroit stratégique pour la Nouvelle-France. Les autorités de la colonie créèrent en 1711 un poste de « capitaine de port » pour organiser les manœuvres, les transbordements, placer les bouées et garder la rive libre de débris; Louis Prat, Richard Testu de La Richardière, Gabriel Pellegrin, occupèrent tour à tour ce poste.

## Régime anglais
Au XIXe siècle, le port de Québec est l'un des plus importants au monde ; il joue un rôle crucial dans le développement de la ville et du pays.
Le blocus continental de 1806 instauré par Napoléon Bonaparte, oblige le Royaume-Uni, qui s'alimente habituellement sur la Baltique, à importer du bois en provenance du Canada, stimulant le commerce du bois carré. En 1803, 167 navires jettent l'ancre à Québec ; ils sont 1227 en 1843, et 1661 en 1863.
Les bois carrés prennent le nom de plançon, ils sont flottés sur les cours d'eau, assemblé par trois en « brelle », puis en « cage ». Les cages sont assemblées en trains de bois depuis tous les points du vaste bassin hydrographique du fleuve Saint-Laurent (de la rivière Saint-Maurice, du Haut-Saguenay, plus particulièrement depuis le haut de la vallée des Outaouais, depuis le nord du Maine également), et acheminés jusqu'au port de Québec qui forme le port de mer le plus lointain à l'intérieur du Canada. Le bois est chargé à bord de vaisseaux qui pour la plupart naviguent vers la Grande-Bretagne. Le travail du bois crée une activité commerciale telle qu'on compte dans le port, le nombre important de 6 000 débardeurs, soit un dixième de la population de Québec. Les navires chargés à l'aller reviennent lestés au retour. Les navires reviennent aussi chargés de migrants, aussi ceux qui fuient la famine en Irlande; le port de Québec devient ainsi une des portes d'entrée pour les migrants en Amérique du Nord.
C'est également à cette époque que la construction navale connaît un essor considérable à Québec. Abondance de bois d’œuvre bon marché, disponibilité de main d’œuvre, le développement de la construction navale ne heurte pas les intérêts britanniques. Les autres matériaux nécessaires tels que le fer, le cuivre, les cordages peuvent être importés bon marché d’Angleterre. Entre 1763 et 1893, ce sont près de 1600 navires qui sortirent des chantiers navals de Québec. Les navires de charge construits à Québec, sont quelques fois vendus en Europe (évitant le retour sur lest), reconstruits par des chantiers britanniques pour en faire des navires composites bois et fer, destinés au commerce d'Orient. Les entrepreneurs de construction des navires sont à Québec les mêmes qui exploitaient le bois carré, ce qui fait dire que la construction navale n'était ici qu'une manière d’empaqueter le bois.
En 1834, pour les 16 vaisseaux construits à Québec d'une valeur de 84 037 £, 43 615 £ servent à l'achat de produits importés d'Angleterre (cuivre, fer, cordage, voiles, etc.) et à l'approvisionnement en bois de la colonie, 29 446 £ seulement sont consacrées aux coûts en main-d’œuvre. 2 860 ouvriers travaillent dans les 11 chantiers navals de Québec au cours de l'hiver 1840-1841. La Société amicale et bien-veillante des charpentiers de vaisseaux de Québec, est fondée dans le sillage de la grève de 1840 qui réunit 1 200 des ouvriers du port.
En 1863, plus de 1 600 navires transitent dans le port, transportant à leur bord près de 25 000 marins[réf. nécessaire].
En moins de vingt ans de 1875 à 1895, l'activité portuaire décline tandis que le chantier naval est déserté, conséquences du tarissement des forêts, de la progressive disparition de la marine en bois, et de la transformation du commerce mondial exigeant des navires plus robustes, possédant des coques de fer, que ceux fabriqués à Québec. En 1853, 79 navires étaient lancés des chantiers de Québec, 75 en 1864, 32 en 1871, et seulement deux en moyenne annuellement à partir de 1890. En conséquence, la rivière Saint-Charles fut désertée par les chantiers navals à partir de 1875, le dernier chantier ayant fermé ses portes en 1877.
Le marché du bois de sciage tourné vers les États-Unis, n'offre pas le rôle central que tient Québec dans le commerce avec l'Angleterre. Cette dernière vient de rétablir son commerce avec la Baltique. Le commerce vers l'Angleterre de produits laitiers, de bétail et de blé, qui progressivement remplace le commerce de bois équarri, se fait désormais à partir de Montréal, mieux connectée à l'Ouest Canadien et aux fermes laitières de l'Ontario, etc..
Au XXe siècle, le dragage du fleuve Saint-Laurent entre Québec et Montréal déplace les activités portuaires en amont.

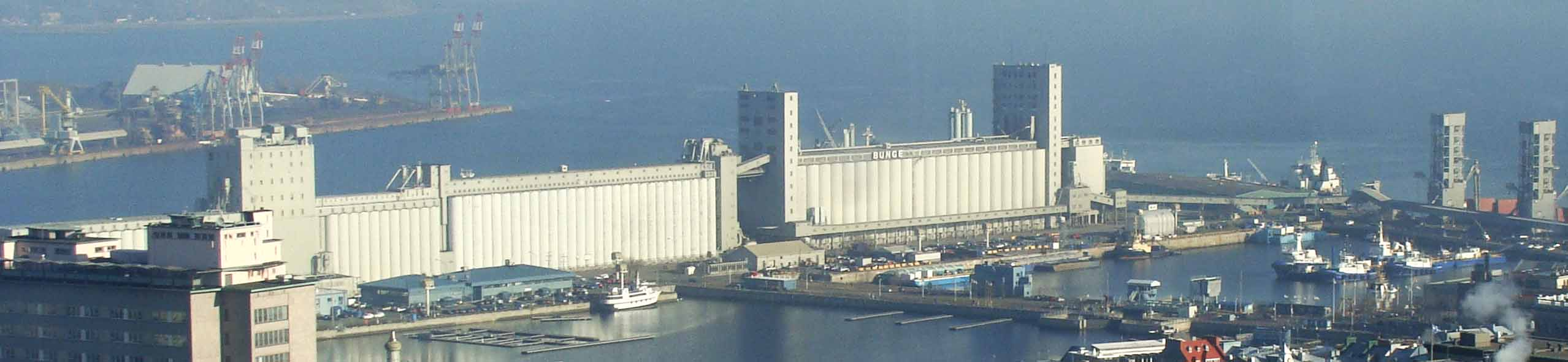
Le bassin Louise, à l'embouchure de la rivière Saint-Charles, cœur historique du port de Québec

## Secteurs portuaires

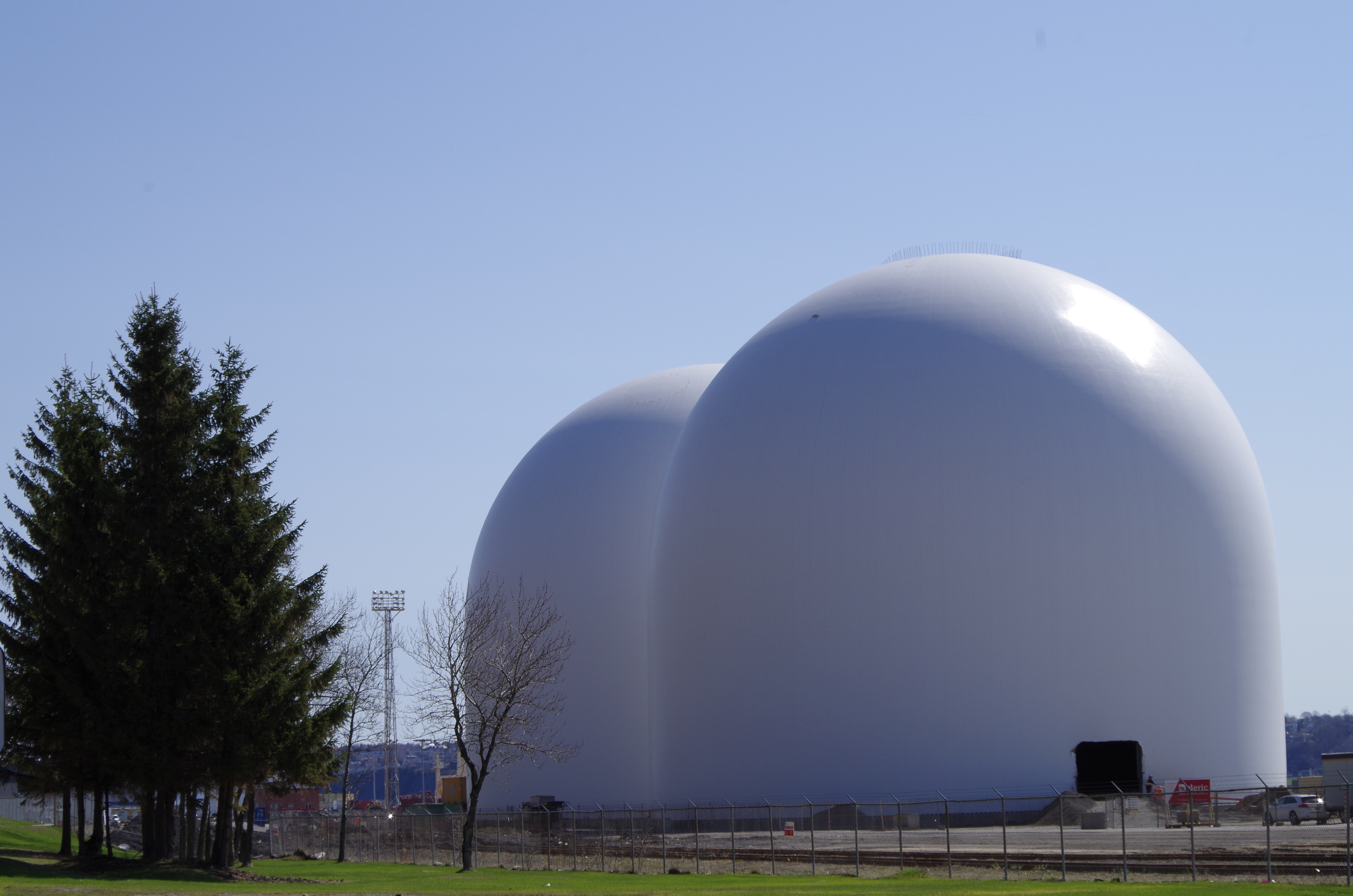
Silos dans le secteur portuaire de l'Anse au Foulon

Le port de Québec est composé de six secteurs répartis presque exclusivement sur la rive nord du fleuve Saint-Laurent. On retrouve des quais à l'anse au Foulon, à la Pointe-à-Carcy, dans l'estuaire de la rivière Saint-Charles (Vieux-Port), à Limoilou, au cap Diamant ainsi que, rive sud, à la raffinerie Jean-Gaulin, à Lévis.
Ces sites sont dirigés par différents opérateurs mais ils sont tous unis par leur partenariat avec l'Administration portuaire de Québec (APQ), société ayant pour mission de développer les activités portuaires et maritimes de Québec.

### Anse au Foulon

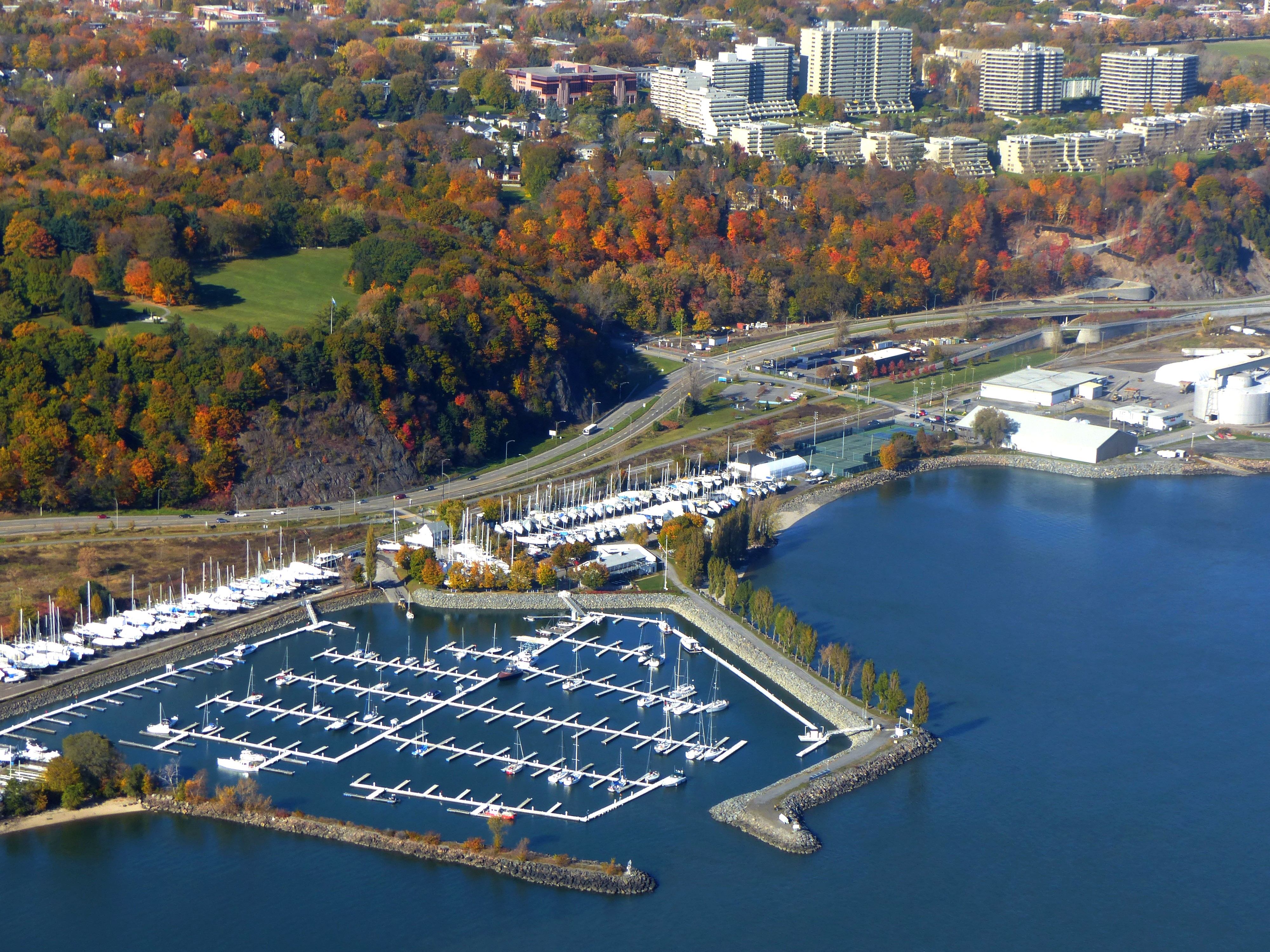
Yacht-Club de Québec

Les quais de l'anse au Foulon sont construits à partir des années 1930. Ils servirent notamment à l'exportation de marchandises entourant l'industrie papetière. Ce secteur portuaire possède aujourd'hui une superficie de 53 hectares s'étalant sur environ 3 kilomètres entre le fleuve Saint-Laurent et le boulevard Champlain. Les marchandises qu'on y retrouve aujourd'hui sont les grains de provende, les engrais agricoles et industriels, le sel de déglaçage, la dolomie et le calcaire.
Ce secteur comprend aussi un port de plaisance, le Yacht-Club de Québec (YCQ) fondé en 1861 dans le secteur du Vieux-Port.  Ses installations situées depuis longtemps dans le secteur de l'anse au Foulon, il est un des plus anciens Yacht-Club d'Amérique.
Les environs du YCQ bénéficient aujourd'hui de l'aménagement de la Promenade Samuel-De Champlain qui visait à revitaliser les berges en y donnant accès aux citoyens. Avant la mise en chantier de ce projet, on y trouvait des terrains vacants autrefois occupés par des citernes de produits pétroliers.

### Pointe-à-Carcy

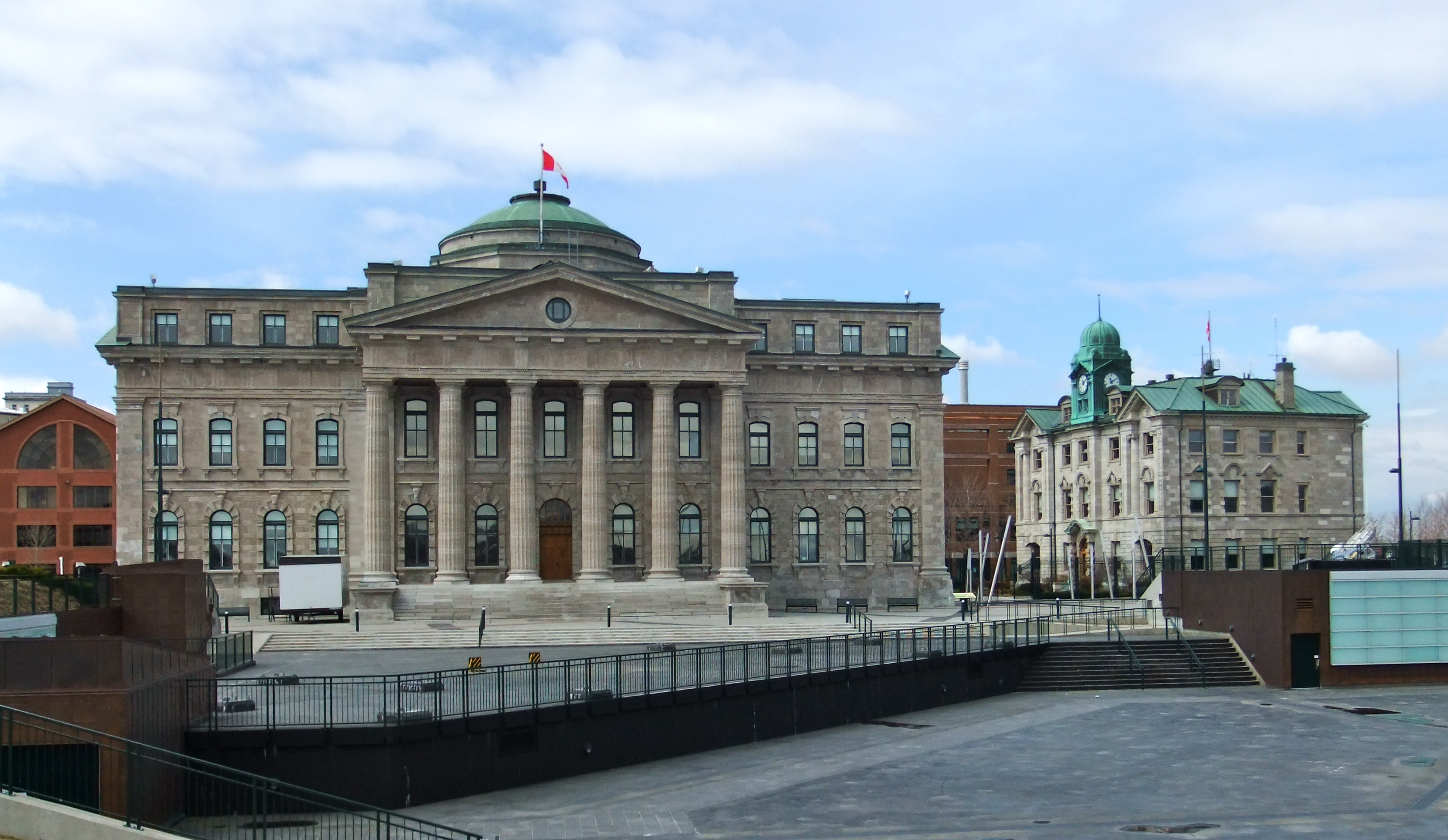
Le nouvel édifice de la douane et l'édifice de la Commission du havre à Québec.

La Pointe-à-Carcy est utilisée dès la Nouvelle-France comme port d’échouage puis elle est équipée d’un quai et de batteries pour défendre la ville. Plus tard, ce secteur devient très important pour la construction navale, les échanges commerciaux et les services douaniers. En 1914, la Commission du havre inaugure l'édifice de la Commission du havre. La Commission a été fondée en 1858 pour assurer la gestion des bâtiments au port de Québec. L'édifice de la Commission se situe à proximité du nouvel édifice de la Douane.
Les 6 hectares n'ont plus aucune vocation commerciale ou industrielle aujourd'hui. La Pointe-à-Carcy est devenu depuis les années 1980 un pôle touristique avec la construction de l'Agora du Vieux-Port. Il s'est ajouté en 2002 l'arrivée d'un terminal de croisières, les Espaces Dalhousie.

### Estuaire de la rivière Saint-Charles

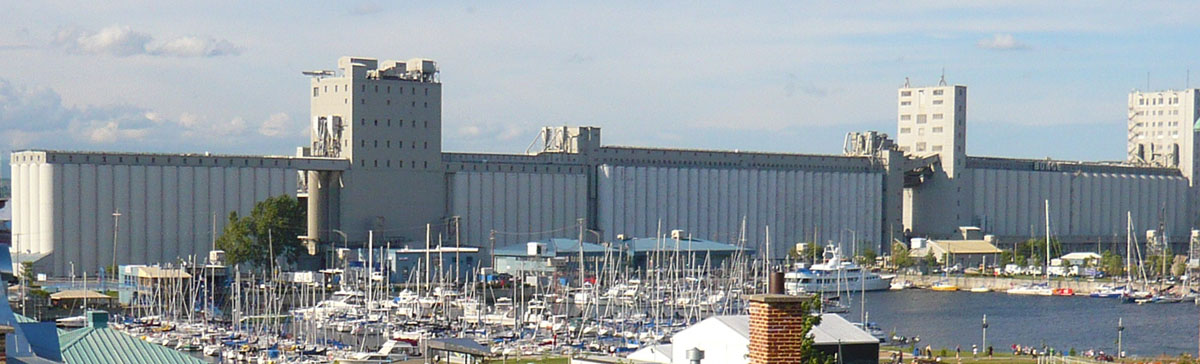
Terminal des silos de la Bunge au bassin Louise

Aussi nommé « Vieux-Port de Québec », il s'agit du premier emplacement portuaire de la ville. Il est bâti dès la Nouvelle-France à l'embouchure de la rivière Saint-Charles. Au XVIIIe siècle, il est un important chantier maritime et point d’exportation pour le bois de l'Empire britannique. De nos jours, on retrouve dans l'estuaire les célèbres silos à grains de la compagnie Bunge. Le bassin Louise, qui renferme la marina du Port de Québec, y fut aménagé de 1877 et 1882. Comme pour la Pointe-à-Carcy, le Vieux-Port joue un rôle considérable sur le plan touristique en tant que port de plaisance et composante du Vieux-Québec. De 2008 à 2013, il est l'hôte du spectacle Le Moulin à images.

### Limoilou

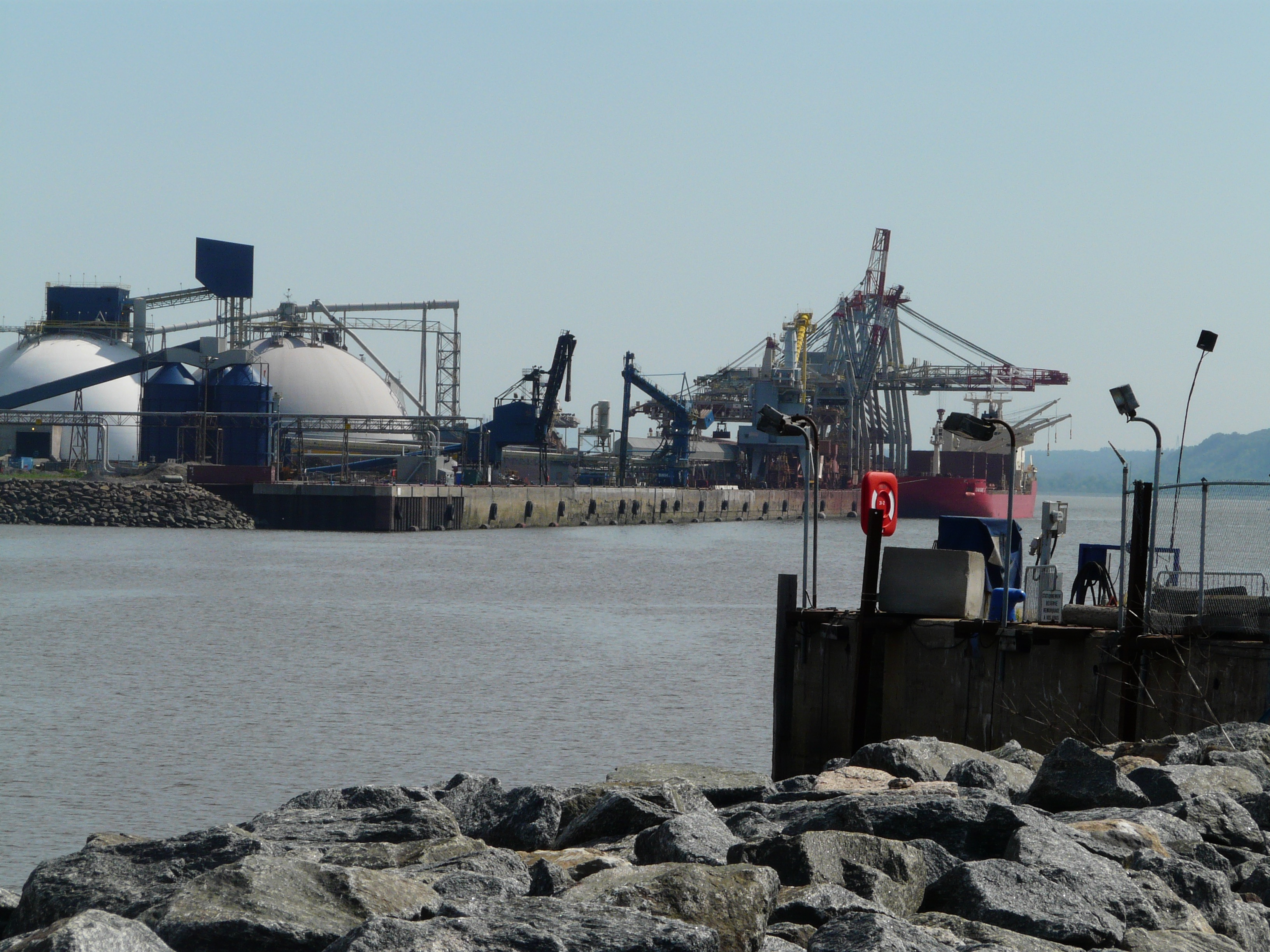
Secteur portuaire de Limoilou

Le secteur portuaire de Limoilou, officiellement nommé « Beauport », forme une imposante bande de terre s'avançant dans le fleuve située au sud de la baie de Beauport et bordé par l'autoroute Dufferin-Montmorency. Érigée artificiellement dans les années 1960 avec du remblai, cette zone très industrielle est le plus gros moteur économique du Port de Québec. Le port y entrepose essentiellement le vrac.
Depuis 2012, des événements sont survenus où de la poussière de nickel s'est retrouvée dans des zones résidentielles de Limoilou.

### Autres quais
Deux autres quais sont inclus dans l'ensemble de l'Administration portuaire de Québec (APQ) : celui de la Garde côtière canadienne, en bas du cap Diamant, et le quai de la raffinerie Jean-Gaulin, située à Lévis. Le quai de la traverse Québec-Lévis est administré par la Société des traversiers du Québec.

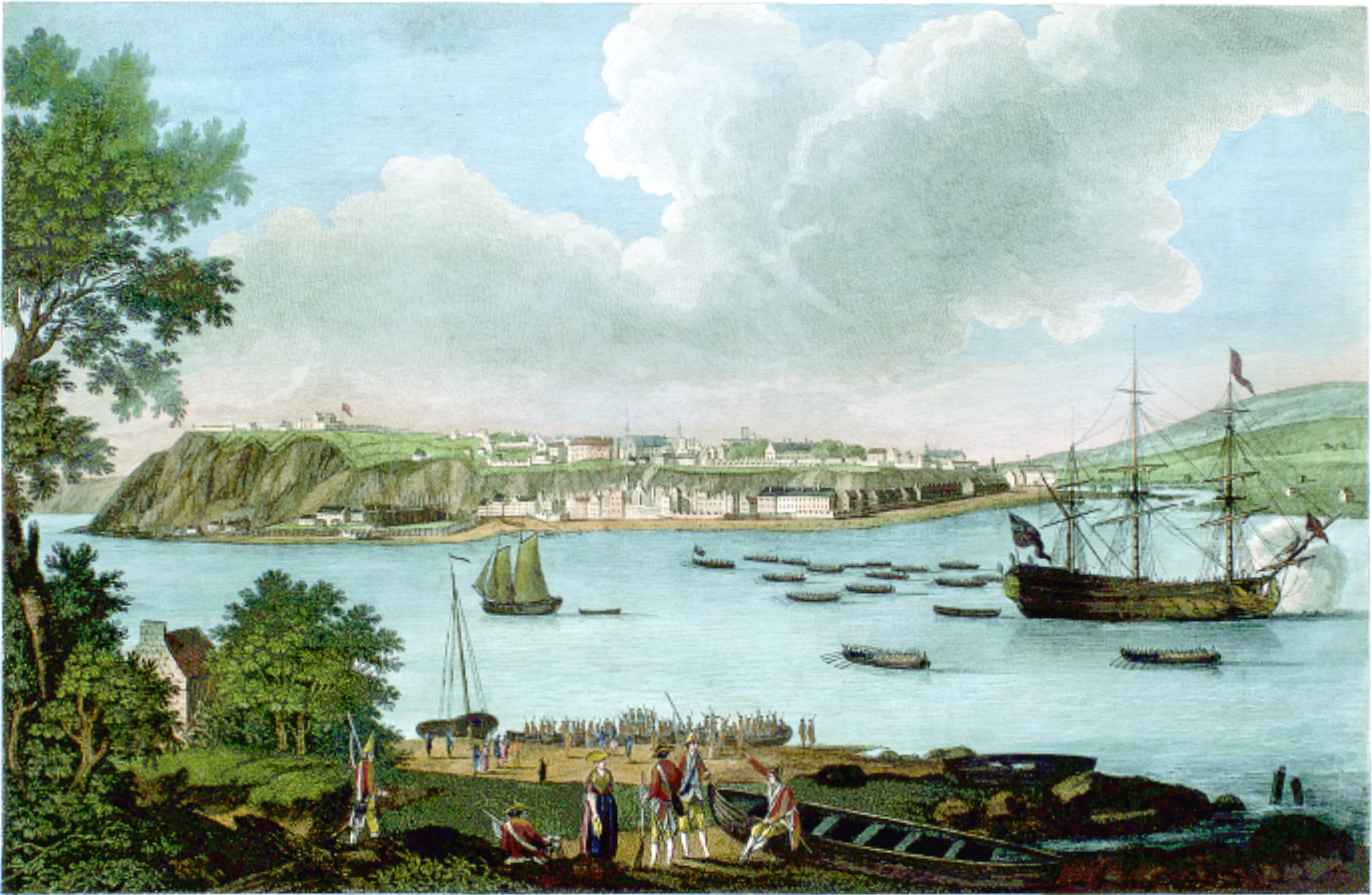
Vue générale du bassin, de la rivière Saint-Charles et de la ville de Québec depuis la pointe Lévis, 1761.
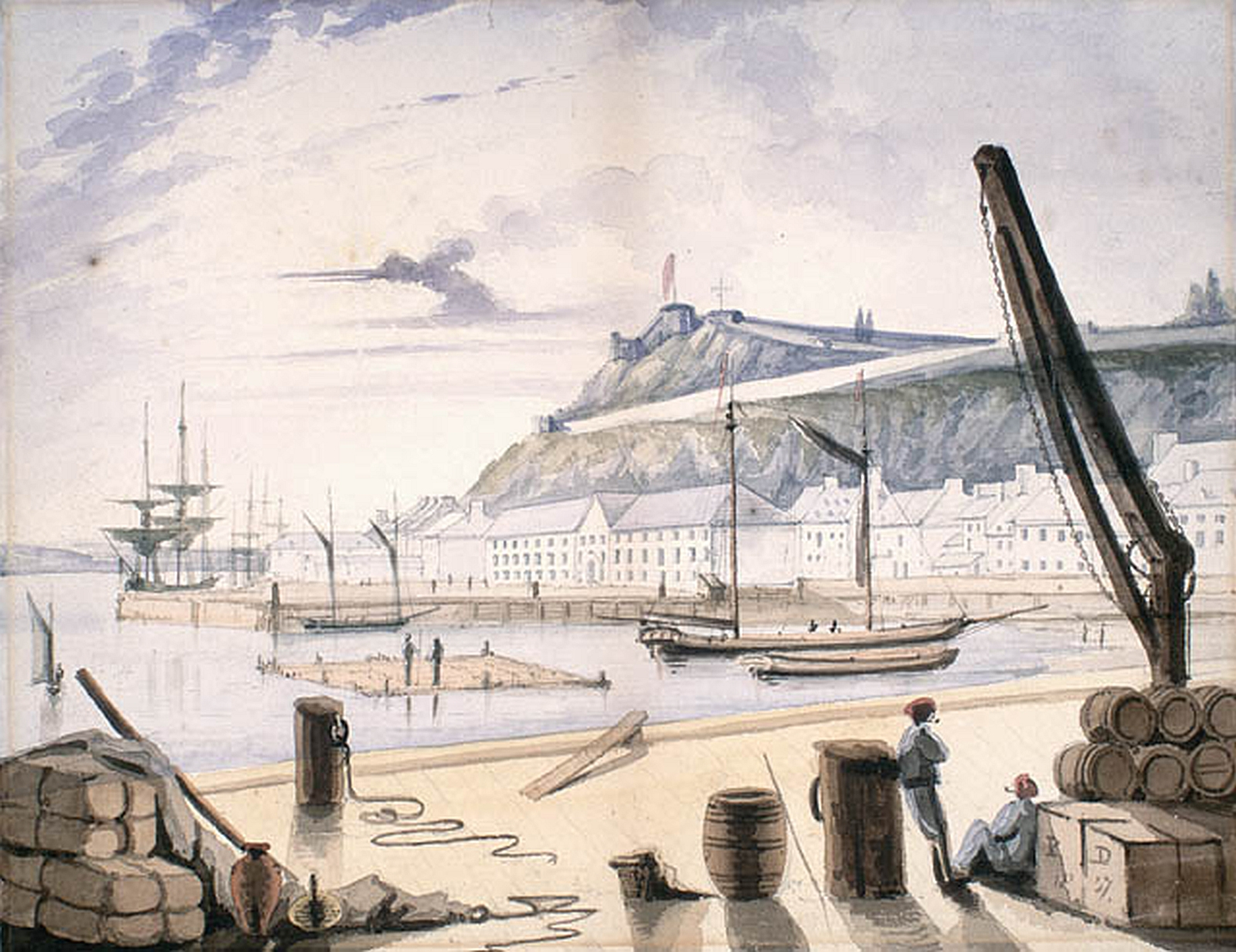
Représentation de l’anse du Cul-de-Sac et du quai du Roi, 1837-1841.
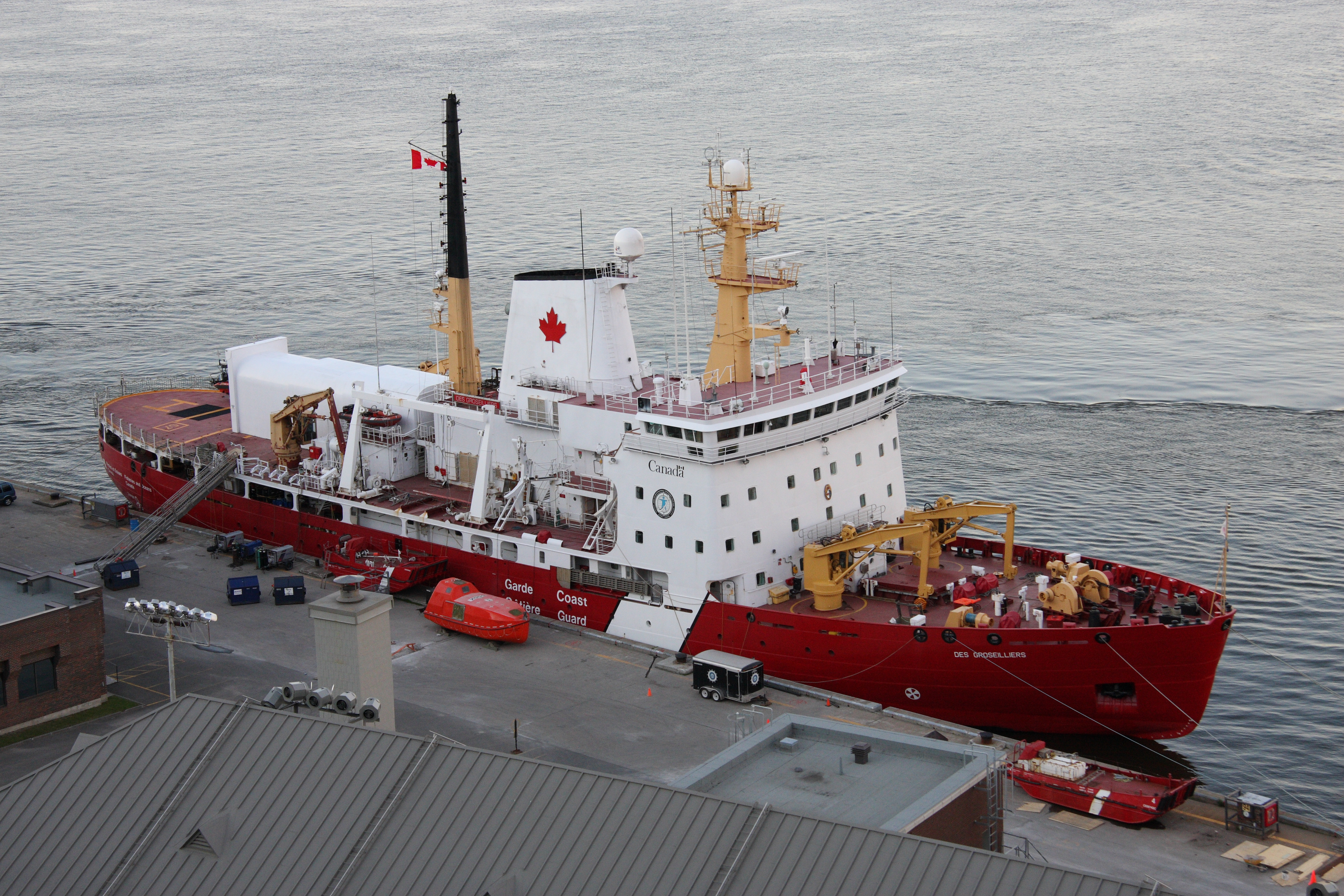
Le NGCC Des Groseilliers au quai de la Garde côtière canadienne
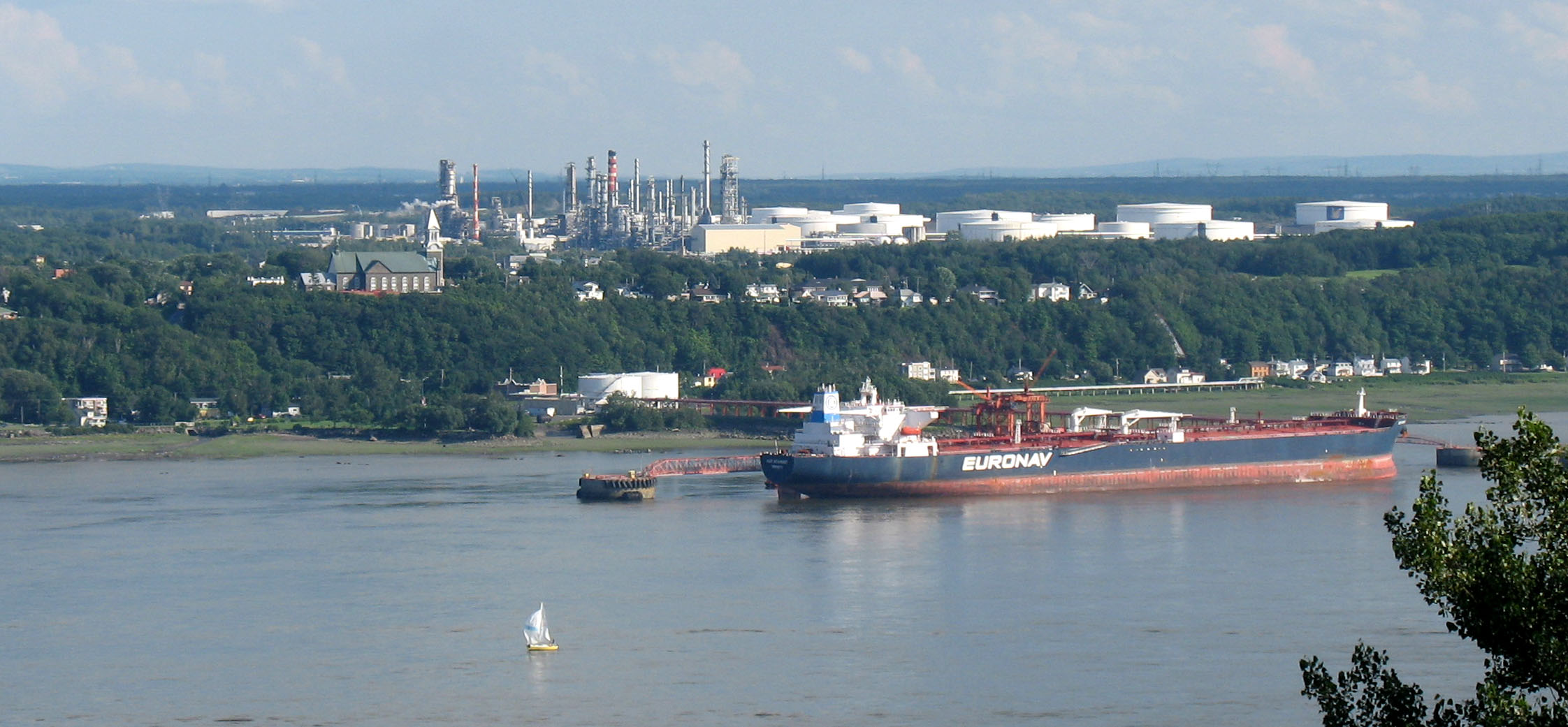
Quai de la Raffinerie Jean-Gaulin
Quai de la traverse Québec-Lévis

## Controverse des poussières
Depuis 2012, le port de Québec est au centre d'une controverse entourant des poussières potentiellement nocives pour la santé détectées dans des zones résidentielles de la Ville de Québec. L'élément déclencheur de cette controverse a été une « tempête de poussière rouge » qui a laissé des dépôts de nature incertaine. Des dépôts ont été observés sur des trottoirs, des balcons et des voitures du quartier Limoilou, mais aussi du quartier Saint-Sacrement. Urgence-Environnement, une équipe d'intervention du Ministère du Développement durable, de l’Environnement, de la Faune et des Parcs (MDDEFP, aujourd'hui le MDDELCC) a immédiatement été appelé sur les lieux à la suite de l'appel de citoyens. Quelques jours plus tard, Arrimage du Saint-Laurent, une compagnie qui loue des espaces au port de Québec pour le transbordement de marchandises, confirme que la poussière rouge était constituée d'oxyde de fer issu d'un déchargement de minerai de fer dans le secteur de la baie de Beauport. La compagnie affirme qu'il s'agit d'un événement isolé.
Pendant les années qui suivirent le début de la controverse, trois rapports d'analyses suggèrent que les activités du port de Québec contribuent à la pollution atmosphérique de certains quartiers de la Ville de Québec, et que cette pollution pourrait nuire à la santé des habitants de ces quartiers,,. Un recours collectif a été intenté contre le Port de Québec et était toujours en cours en 2018. Un documentaire portant sur la controverse des poussières, intitulé Bras de fer, est paru en 2017.